# Selección femenina de fútbol de España
La selección femenina de fútbol de España es el equipo que representa a España en las competiciones internacionales de fútbol femenino. Fue creada oficialmente por la Real Federación Española de Fútbol en el año 1983, con el precedente oficioso de 1971, cuando el fútbol femenino no estaba reconocido a nivel oficial por la FIFA.
España es la vigente campeona mundial (2023). Es una de las cinco selecciones que ha conquistado la Copa del Mundo, torneo que ha disputado en tres ediciones (2015, 2019 y 2023). A nivel continental, ha competido en cinco Eurocopas (1997, 2013, 2017, 2022 y 2025), y se ha proclamado en su primera edición, campeona de la Liga de Naciones (2024). En Juegos Olímpicos, en su debut en el torneo, alcanzó las semifinales en París 2024.

## Orígenes
El 'Spanish Girl's' fue el primer equipo de fútbol femenino en España que disputó el primer partido en 1914. Las jugadoras de este equipo fueron las pioneras del futbol femenino en España bajo la dirección de Paco Bru, quien aparte de ser futbolista, árbitro, entrenador, periodista deportivo y seleccionador nacional en los Juegos Olímpicos de 1920 y seleccionador de Perú en el Mundial de 1930, también se convirtió en el primer entrenador y árbitro en dirigir un equipo y partido de fútbol femenino en España.
En 1970, pese a no estar reconocido el fútbol femenino en España, nacen varios clubes de fútbol en la clandestinidad. Tal es el caso del Mercacredit y el Sizam, posteriormente renombrado como Olímpico de Villaverde, los primeros equipos femeninos de España. Éstos disputaron el primer encuentro de fútbol femenino en España en el campo de Boetticher, del barrio de Villaverde, Madrid. A él acudieron 8000 espectadores que abarrotaron el campo, muchos otros se quedaron sin poder acceder, debido a la gran expectación levantada por el evento.
Rafael Muga, entonces presidente del Mercacredit y posteriormente del Olímpico de Villaverde, fue el verdadero impulsor del fútbol femenino en España y llegó a llenar con sus partidos campos como estadio Municipal de Las Margaritas de Getafe, La Rosaleda, La Condomina, La Romareda, El Arcángel, y El Vivero.

### Selección oficiosa, 1971
Debido al éxito cosechado, se forma la primera selección femenina de fútbol de España, aún no reconocida oficialmente, que se enfrentó a las mejores selecciones femeninas del momento, abanderadas por una de las mejores futbolistas de la época: Conchi Sánchez, apodada «Amancio» (en honor del futbolista del Real Madrid), que llegó a jugar en clubes de Italia e Inglaterra, llegando a anotar casi 600 goles en su carrera.
La selección disputó su primer partido en 1971, frente a la selección portuguesa en La Condomina de Murcia con resultado de 3-3 el 21 de febrero. Unos meses después, se hizo el primer viaje de la selección al extranjero para enfrentarse a la selección italiana en el Stadio Comunale de Turín. Las jugadoras españolas entre la que se encontraban Victoria Hernández, Elisabeth Sánchez fueron las únicas representantes del equipo de los años 70 que también llegó a jugar a partir del año 1983 y, que disputaron el partido sin el escudo de su país en el uniforme, pues la RFEF aún no reconocía la oficialidad de la selección femenina. Las italianas arrollaron con un contundente 8-1, debido sobre todo a la gran diferencia de edad entre las jugadoras, pues las más veteranas de España apenas tenían 14 años.
El fútbol femenino debía aún andar mucho para su consolidación. Ese mismo año, la UEFA encargó a sus respectivos miembros la creación y patrocinio del fútbol femenino, que fue consolidándose durante los siguientes años. De hecho, en 1971 se celebró una Mundial Femenino de 1971 en México, aunque la FIFA no le dio oficialidad al no estar organizada por ella. La selección española, pese a tener apenas un año de existencia, fue invitada a participar en esta competición debido a sus excelentes actuaciones en varios partidos amistosos. Finalmente el conjunto español se quedaría sin acudir debido a la prohibición de la RFEF, presidida entonces por José Luis Pérez-Payá, que no reconocería el fútbol femenino hasta 1983.

### Selección oficial, 1983
Finalmente, en 1983 se oficializa la selección femenina de fútbol de España por parte de la Real Federación Española de Fútbol, disputando el encuentro frente a la selección portuguesa el 5 de febrero, y que perdieron por 0-1 en La Guardia, mientras que la primera victoria oficial fue en un partido disputado en Zúrich frente a la selección helvética.

## Trayectoria
A mediados de los 90, la UEFA comienza a organizar competiciones oficiales de fútbol femenino. Debido a la corta edad de la selección española, no forma parte de competición alguna hasta la segunda edición de la Eurocopa femenina de 1987, disputada en Noruega, en la que la selección española quedó eliminada en la fase de clasificación.

### Primera fase final en 1997
Las españolas consiguieron clasificarse para la primera fase final de su historia, en la Eurocopa 1997 disputada en Noruega y Suecia. En su grupo clasificatorio tuvieron como rivales a Suecia, Dinamarca y Rumanía. España quedó segunda y disputó un play-off ante la selección inglesa, a la cual vencieron. Las 20 jugadoras seleccionadas para este torneo fueron: Roser Serra, Marina Nohalez, Judith Corominas, María Antonia Is, Arantza Del Puerto, Beatriz García, Rosa Castillo, María Luisa Puñal, Mari Mar Prieto, Alicia Fuentes, Yolanda Mateos, Maider Castillo, Arantza Gondra, Eli Capa, Vanessa Gimbert, María Isabel Parejo, María Jesús Pal, Silvia Zarza, Auxi Jiménez, Ángeles Parejo y Arrate Guisasola.
En la fase final, el combinado español quedó encuadrado en el grupo A junto a Francia, Suecia y Rusia. Tras empatar con Francia 1-1, perder contra Suecia por 1-0, y ganar a Rusia por 1-0, España se clasificó para los cruces eliminatorios. En semifinales se enfrentaron a Italia, con resultado de 2-1 favorable a las transalpinas. María Ángeles Parejo fue la autora de tres tantos en el campeonato y fue incluida por la UEFA en el once ideal del torneo.

### Primer título juvenil en 2004
En 2004, el fútbol femenino español logró en categoría sub-19, su primer título internacional. España se impuso a Alemania por 2-1 en la final del Campeonato Europeo sub-19, disputada en el Pohjola Stadion de Vantaa, Finlandia. La más destacada de aquella selección campeona, fue la delantera Verónica Boquete, jugadora que posteriormente ostentó varios años la capitanía en la selección absoluta.

### Eurocopa de 2005
El conjunto español no logró la clasificación para la Eurocopa 2005 en Inglaterra. En el preclasificatorio quedó emparejada dentro del grupo 2 con a Dinamarca, Noruega, Holanda y Bélgica. A pesar de ganar 9-1 frente a Bélgica (Laura del Río marcó cinco tantos) únicamente logró una victoria más por 0-1 contra Holanda. Perdió en dos ocasiones contra Noruega por 2-0, frente a Dinamarca perdió por 0-1 y 2-0, y perdió también el segundo partido contra Bélgica por 2-0, finalmente cosecharon un 0-0 ante Holanda en La Roda (Albacete).
El conjunto español, con 7 puntos, acabó en tercera posición dentro del grupo 2, y no pudo clasificarse para la fase final del torneo.

### Mundial de 2007
España no se clasificó para la quinta edición del Mundial de la FIFA de 2007 que tuvo lugar en China. «La Roja» estuvo en el grupo 3 de la UEFA para lograr dicha clasificación y tuvo como rivales a Dinamarca, Finlandia, Polonia y Bélgica. En la penúltima jornada, se viajaba a la ciudad danesa de Viborg, con opciones reales de lograr su primera clasificación a una Copa del Mundo, pero para ello debían ganar a las nórdicas, cosa que no sucedió ya que perdieron por 5-0.

### Eurocopa de 2009
España no logró su clasificación para la Eurocopa de 2009 en Finlandia. España no pudo clasificarse directamente para dicho torneo, al quedar segunda en el grupo 1, en donde tuvo como competidoras a Inglaterra, República Checa, Bielorrusia e Irlanda del Norte. En el último partido de la fase, el conjunto español dependía de sí mismo, para clasificarse como primera de grupo. Para ello debía de vencer en casa (el choque se disputó en el estadio Ruta de la Plata de Zamora) a Inglaterra. Y así fue hasta el minuto 76 del choque, instante en el que Inglaterra empató a dos. España estuvo a 2-0 en el marcador, gracias a los tantos de Vero Boquete y Sonia Bermúdez. Dicho empate le condenó a la repesca, en donde su rival sería los Países Bajos. En el partido de ida, disputado en el estadio de La Ciudad del Fútbol de Las Rozas, el conjunto de Quereda caía 0-2 ante las neerlandesas, tras un doblete de Karin Stevens. España tuvo el dominio del encuentro a pesar del resultado. Holanda hasta entonces nunca había derrotado a las españolas y no había acudido en ninguna ocasión a una cita europea. En el partido de vuelta, en Voledam, el conjunto español volvió a caer derrotado con idéntico resultado: 2-0. España perdía por 4-0 en el computo global de sus partidos de repesca y por ello no pudo se clasificó para disputar su segunda Eurocopa, ya eran 11 años sin estar presentes en un gran torneo.

### Mundial de 2011
«La Roja» tampoco pudo clasificarse para el Mundial de 2011 que se celebró en Alemania. El conjunto español estuvo encuadrado en el grupo 5 junto a Inglaterra (la única rival como después se demostró con la que tendría que jugarse el pase), Austria, Turquía y Malta. A diferencia que en las fases clasificatorias de la Eurocopa, en las del Mundial solo se clasifica la líder de cada grupo. En su penúltimo choque de grupo, el conjunto de Quereda se jugaba el pase para ir a su primer Mundial, para ello debía de ganar a las inglesas y esperar lo imposible que era que estas perdieran uno de sus dos partidos que les restaban. España llegó a ir por delante 2-0 en el marcador, gracias a los tantos de Adriana Martín y Sonia Bermúdez, pero las inglesas empataron a dos, su segundo tanto lo consiguieron en el minuto 88. En la última oportunidad para España, Adriana no la pudo materializar a pesar de quedarse sola ante la guardameta. «La Roja» no podría acudir a la sexta edición del Mundial de la FIFA.

### Eurocopa de 2013
España estuvo integrada en el grupo 2 para intentar lograr una plaza para disputar la Eurocopa de 2013 en Suecia. En este grupo tuvo como rivales a Alemania, Rumania, Suiza, Kazajistán y Turquía. En la disputa dicho grupo, la jugadora María Paz Vilas estableció un nuevo récord de la competición, al anotar 7 tantos en un mismo partido, disputado el 5 de abril de 2012 en la Ciudad del Fútbol de Las Rozas frente a la selección kazaja. El encuentro acabó 13-0. Además, la selección española acabó con un récord de la selección alemana, este era que desde 1999, no habían cedido ningún punto en las fases de clasificación. «La Roja» empató a dos frente a las germanas en Motril. Resañar que remontó un 0-2 en el segundo tiempo con goles de Vero Boquete y de Ana Romero «Willy» en el tiempo de descuento. No obstante a pesar de esos dos récords protagonizados por España, la selección cayó derrotada en Alemania por 5-0 y perdió por 4-3 en Suiza. Pese a esas dos derrotas, la selección logró clasificarse para la repesca (ocupó la segunda plaza de su grupo) donde su rival sería Escocia. En el partido de ida, disputado el 20 de octubre de 2012 en el estadio de Hampden Park, se empató a un gol. En el minuto 26, Kim Little puso por delante en el marcador a las escocesas tras marcar de penalti. Pero solo 4 minutos después, Adriana Martín empató el choque. En el último minuto del primer tiempo, Adriana falló un penalti. El segundo tiempo el conjunto español fue quien llevó el ritmo del choque, pese a ello el marcador no se movería. Cuatro días después, el 24 de octubre se disputó el partido de vuelta, este tuvo como escenario la Ciudad del Fútbol de Las Rozas. El primer tiempo, dejó mucha igualdad entre ambas selecciones y en la primera mitad apenas hubo ocasiones de peligro. En la segunda parte, tras haber avisado en alguna ocasión, las escocesas se ponían por delante en el marcador por mediación de Emma Mitchell. Pero diez minutos después, Adriana Martín, empató el encuentro. Antes de llegar a la prórroga, se sucedió alguna buena ocasión de ambas selecciones de lograr un tanto. En la prórroga, en el minuto 107, Little puso por delante a su selección: 1-2. El conjunto de Quereda necesitaba dos goles para obtener su billete a Suecia. Cinco minutos después, Silvia Meseguer lograba el empate tras marcar un disparo desde unos 30 metros. A los dos minutos del final, Vero Boquete falló un penalti. Pero pudo resacirse, ya que en la última jugada del choque, marcó el gol de la victoria: 3-2 y delirio español. España disputaría su segunda Eurocopa 16 años después. En diciembre de 2012, el conjunto español ocupó la decimoctava plaza en el ranking FIFA con esa clasificación se cerraba dicho año.
España estuvo encuadrada en dicha Eurocopa en el grupo C, teniendo como rivales a Francia, Inglaterra y Rusia. El 28 de junio se dio la lista de las 23 jugadoras que representaron a la selección española en su segunda Eurocopa de su historia, estas fueron: Ainhoa Tirapu, Virginia Torrecilla, Leire Landa, Mely Nicolau, Ruth García, Miriam Diéguez, Priscila Borja, Sonia Bermúdez, Verónica Boquete, Adriana Martín, Sandra Vilanova, Alexia Putellas, Lola Gallardo, Vicky Losada, Silvia Meseguer, Nagore Calderón, Eli Ibarra, Marta Torrejón, Erika Vázquez, Irene Paredes, Jenni Hermoso, Amanda Sampedro y Mariajo Pons.
El 12 de julio, jugó su primer partido frente a la selección inglesa en el estadio Arena Linköping (Linkoping). El conjunto de Quereda venció por 3-2. En el minuto 4, Vero Boquete adelantaba a España en el marcador, pero justo 4 minutos después empataba Aluko. En el segundo tiempo, sin un claro dominador, Hermoso ponía el 2-1 (m. 85) pero nuevamente trascurridos 4 minutos empataba las inglesas por mediación de Laura Bassett. En los últimos instantes del choque (m. 94), Putellas marcaba el gol de la victoria.
Sus dos choques restantes se disputaron en el estadio Iddrotsparken (Norrköping) ante las selecciones francesas y de Rusia. Ante las galas se perdió por 0-1, el gol francés lo marcó Renard (m. 5) tras la salida de un córner. En la segunda parte, España puso en aprietos a las galas, selección en la que 9 enfrentamientos atrás no ha logrado vencer, pero el resultado quedó igual. No obstante, el empate ante las rusas valía para lograr el pase a los cuartos de final.
«La Roja» empató a uno ante Rusia. En el minuto 14, Boquete marcó el primer gol. Las españolas dominaron la primera media hora de juego, en la que tuvieron una triple ocasión para marcar el segundo tanto. Pero, por no haberlas materializado, Terekhova (m. 44) empataba el choque.
El día 22, disputaron los cuartos de final en (Kalmar) ante Noruega (campeona del mundo en 1995 y olímpica en 2000), perdiendo por 3-1. En el primer tiempo y durante 20 minutos, España tuvo bajo control el partido, pero en el minuto 24, Solveig Gulbrandsen marcaba el 1-0 y antes de terminar la primera parte, Irene Paredes marcaba en propia puerta el segundo tanto para las nórdicas. En la segunda parte, Ada Hegerberg ponía el 3-0 (m. 64), pese a ello, el conjunto de Quereda buscaba el «gol del honor» y lo logró en los últimos instantes de la prolongación por mediación de Jenni Hermoso.

### Mundial de 2015
Fase clasificatoria
El conjunto español estuvo encuadrado en el grupo 2 para lograr la clasificación para el Mundial de 2015 en Canadá, sus rivales fueron Italia, República Checa, Rumanía, Estonia y República de Macedonia (hoy, Macedonia del Norte). En su primer partido, venció a las estonias por 6-0, y en su segundo choque venció a la su principal rival para lograr la clasificación, Italia por 2-0 (goles de Sonia Bermúdez y Natalia). Se da la circunstancia de que nunca la había vencido en un partido oficial (a pesar de haberse enfrentando anteriormente en 7 ocasiones). En sus dos últimos partidos clasificatorios que cerraban el año 2013, vencieron a las rumanas por 1-0 (gol de Ruth en el minuto 39) y a las checas por 3-2. En este partido, las españolas en el minuto 80 vencían por 3-0 (dos tantos de Sonia Bermúdez y Marta Corredera), pero a pesar de tener ese resultaron acabaron sufriendo para mantener los 3 puntos. España finalizaba el año 2013 como la selección número 15 en el ranking de la FIFA. El primer partido oficial del año 2014 cerraba la primera vuelta de la clasificación y era el último que se jugaría en casa, las españolas lograron una goleada ante Macedonia a las que vencieron por 12-0. Los goles fueron obra de Natalia (por cinco veces) Vero, Sonia, Jenni, (marcaron dos veces cada una) y Vicky Losada. En su choque en teoría «más difícil» empataron a cero contra las italianas en Vicenza. No obstante, las españolas pudieron haber ganado el encuentro, ya que a Boquete le detuvieron un penalti (m. 10) y Natalia mandó su disparo al palo (m. 79). Cinco días después, derrotaron a las macedonias en Skopie por 0-10, tratándose de la segunda mayor victoria a domicilio de las españolas. El 8 de mayo, las españolas ganaron a Estonia en Tallin por 0-5. Un día antes del decisivo choque frente a las rumanas se emitió un vídeo dónde varios jugadores de la selección española de fútbol (Casillas, Ramos, Koke, Raúl García, Bartra, Azpilicueta, Cesc y Cazorla) les mostraron su apoyo. El 13 de septiembre en el estadio Emil Alexandrescu de la ciudad de Iasi, las españolas vencían por 0-2 (los dos tantos fueron obra de Natalia Pablos) y lograron su primera clasificación para un Mundial de fútbol absoluto. Cinco días después, en su último e instracendente partido ante las checas lograron vencer por 0-1 (gol de Vero Boquete). España cerró su participación en el grupo 2 con 9 victorias y un empate (28 puntos) y con 42 goles a favor y solo dos en contra. Además Natalia Pablos acabó como la máxima goleadora del grupo al anotar doce tantos.
Fase final
El 11 de mayo, Quereda dio la lista de las 23 jugadoras mundialistas con Ainhoa Tirapu, Lola Gallardo y Sandra Paños como guardametas; Celia Jiménez, Marta Torrejón, Ruth García, Irene Paredes, Ivana Andrés, Leire Landa, Melanie Serrano y Eli Ibarra como defensas; Virginia Torrecilla, Silvia Meseguer, Vicky Losada, Amanda Sampedro, Jenni Hermoso, Marta Corredera y Alexia Putellas como centrocampistas; además de Priscila Borja, Vero Boquete, Natalia Pablos, Erika Vázquez y Sonia Bermúdez como delanteras. El club que más internacionales aportó, fue el FC Barcelona con 9 jugadoras.
España estuvo encuadrada en el «Grupo E» y tuvo como rivales a Costa Rica, Brasil y Corea del Sur. El 9 de junio, en el estadio Olímpico de Montreal se produjo su debut mundialista ante las costarricenses pero solo se pudo sumar un punto al no pasar del empate a uno. En el minuto 12, Vicky Losada se convirtió en la primera española en marcar en un Campeonato del mundo, no obstante, la alegría en el combinado fue efímera ya que en menos de un minuto después Raquel Rodríguez empató el choque.
Cuatro días después, se enfrentaron en el mismo escenario a Brasil con su estrella Marta (cinco veces Balón de Oro de forma consecutiva), y cae por el marcador de 1:0 ante las brasileñas, anotado por Andressa Alves al final del primer tiempo.
Nuevamente, cuatro días después, el día 17, se enfrentaron a los surcoreanas en el estadio TD Place de Ottawa, una victoria clasificaría al conjunto español a los octavos de final, pero cayeron derrotadas por 1-2, a pesar de que Vero Boquete acertara un tanto.
Cambio de seleccionador
Tras los malos resultados en el Mundial, las 23 jugadoras convocadas pidieron mediante un comunicado la dimisión de Ignacio Quereda debido a la mala planificación de la concentración y del viaje hasta Canadá, la metodología empleada con el grupo, la falta de partidos amistosos y el escaso análisis de los rivales que hacía el propio seleccionador. Respondiendo Quereda al comunicado que no pensaba dimitir. Las jugadoras añadieron que era minusvaloradas y que el entrenador era muy acaparador, tras 27 años, veían el momento de una nueva etapa. El tema llegó a manos de Vicente Temprado, responsable federativo del fútbol femenino, que estuvo de parte de Quereda, recriminando a Natalia Pablos y Vero Boquete su incapacidad de llegar a la altura del adversario y de un extremo feminismo. Vicente optó por delegar la decisión a Ángel María Villar, presidente de la Real Federación Española de Fútbol y vicepresidente de la FIFA.
Después de varias declaraciones de las jugadoras, decidieron que las 23 convocadas de la Selección no volverían a jugar en esta si Quereda seguía en ella, y también advirtieron que cuando hicieron público el comunicado, contactaron con todas las capitanas de los equipos de Primera División Femenina de España, y que contaban con el apoyo de todas. 
El 26 de junio de 2015, Amanda Sampedro, Priscila Borjas y Natalia Pablos en representación de la Selección femenina, se reunieron en la Ciudad del Fútbol de Las Rozas (Madrid) con Villar acompañado de Temprado. Tras la reunión, las jugadoras afirmaron estar satisfechas y que esperaban la decisión tomada.
Finalmente, el día 30 de julio, Ignacio Quereda (tras 27 años en ese cargo) fue sustituido por el seleccionador de la sub-19, Jorge Vilda, que en ese año había conseguido que España quedara subcampeona en el Campeonato Europeo femenino sub-19 de la UEFA.

### Eurocopa de 2017
La Eurocopa de 2017 se celebró en los Países Bajos. España quedó encuadrada en el grupo 2 junto con Finlandia, Irlanda, Portugal y Montenegro. La selección española logró clasificarse como primera de grupo.
España se quedó en el grupo D, con Inglaterra, Escocia y Portugal. Debutó ante sus vecinas portuguesas ganándoles 2:0 con tantos de Losada y Sampedro. En el partido siguiente, el marcador se repitió pero en favor de Inglaterra, con tantos de Kirby a los 2' y Taylor a los 85'. Cerró la fase de grupos con derrota ante Escocia 1:0, con gol de Weir a los 42'. España, Portugal y Escocia se igualaron en número de puntos, pero las españolas llevaron ventaja en la diferencia de goles, accediendo a los cuartos de final.
El 30 de julio, se disputó el encuentro de cuartos teniendo como rival a la selección austriaca en el estadio Willem II Stadion en la ciudad de Tilburgo. El partido terminó en empate a cero y se tuvo que recurrir a los penaltis, en los que cayó eliminada la selección española.

### Histórico 2018 de las selecciones juveniles
En el año 2018, las selecciones juveniles femeninas de las dos categorías UEFA (sub-17 y sub-19), lograron un pleno en los dos campeonatos continentales, proclamándose tetracampeonas de Europa sub-17 el 21 de mayo en Lituania, y tricampeonas de Europa sub-19, el 30 de julio en Suiza.
A nivel mundial, en 2018 se disputaron a su vez, los dos campeonatos juveniles FIFA (sub-20 y sub-17), estando las selecciones de ambas categorías clasificadas. España se proclamó subcampeona mundial sub-20 el 24 de agosto en Francia, y campeona del mundo sub-17 el 1 de diciembre, en la final disputada ante México en el estadio Charrúa de Montevideo, Uruguay, logrando el primer título mundial femenino del fútbol español.

### Mundial de 2019
España dio inicio a su trayectoria en el grupo 7 de las eliminatorias del Mundial 2019, junto a Austria, Finlandia, Serbia e Israel. La campaña de las españolas fue perfecta, ganando a todos sus ocho juegos y clasificándose con 25 goles hechos y apenas dos sufridos.
Antes de irse a Francia, la selección jugó nueve amistosos y la Copa Algarve. Cerrando el año de 2018, las españolas le ganaron 3:1 a Polonia y empataron a cero con Alemania.
En 2019, iniciaron con un empate a uno con Bélgica y una derrota por la mínima con Estados Unidos. En la Copa Algarve de este año, España terminó subcampeona, con triunfos de 2-0 ante Países Bajos y Suiza, y un revés de 3:0 ante Polonia.
Después de la Copa Algarve, España aún tuvo seis amistosos por adelante, siendo ellos una inédita victoria por 2:1 ante Brasil, una derrota por el mismo marcador ante Inglaterra, una goleada ante Camerún por 4:0 y empates ante Canadá sin goles y Japón a uno.
En el dicho mundial, España se ubicó en el grupo B, con Alemania, China y la debutante Sudáfrica, esta última su adversaria en el primer juego. En El Havre, España empezó el primer tiempo perdiendo 1:0 ante Sudáfrica, con tanto de Thembi Kgatlana, pero remontando en los últimos 20 minutos con dos goles de penal de Jennifer Hermoso y Lucía García, siendo la primera victoria de España en la historia del mundial femenino.
En el día 12 de junio, cuatro días después de su debut en el mundial, España jugó contra la favorita del grupo, Alemania, en Valenciennes, contra quien perdió a la mínima, con un tanto de Sara Däbritz a los 42. En el último partido, empató sin goles con las chinas, consiguiendo entonces un pase inédito a los octavos de final. España y China habían empatado en puntos, pero España tuvo ventaja por diferencia de goles(+1 contra 0).
En el 24 de junio, España jugó contra Estados Unidos en Reims. A los 7, Megan Rapinoe hizo un gol de penal, pero a los 9 Hermoso llegó al empate. El juego siguió parejo y lleno de emociones hasta los 76 minutos, cuando la misma Rapinoe hizo otro gol de penal, eliminando a España del mundial.

### Eurocopa de 2022
En la fase de clasificación para la Eurocopa, España quedó encuadrada en el grupo D junto a Polonia, Chequia, Azerbaiyán y Moldavia. El equipo concluyó invicto la fase clasificatoria, con siete victorias y un empate.
En los partidos de preparación de la fase final de esta Eurocopa que tuvo lugar en Inglaterra y que fue postergada un año de 2021 a 2022, debido a la pandemia, Alexia Putellas, quien finalmente fue baja para el torneo a causa de lesión, se convirtió en la primera internacional española en el club de las centenarias, al llegar a los 100 partidos con España.
En la primera fase del torneo, España compitió en el grupo B, junto a las selecciones de Alemania, Dinamarca y Finlandia. Debutó con remontada ante Finlandia por 4-1 en Milton Keynes, con goles de Irene Guerrero, Aitana Bonmatí, Lucía García y Mariona Caldentey, con Linda Sällström anotando para las finlandesas. El siguiente partido ante la octacampeona continental Alemania, estaba considerado el partido clave para determinar la primera plaza del grupo. Finalmente las teutonas se impusieron por 2-0, con goles de Klara Bühl y Alexandra Popp, dependiendo el combinado español de una victoria ante Dinamarca para clasificarse. En la última fecha, en Brentford, Londres, hicieron un juego parejo con las danesas, dónde el gol clasificatorio apenas llegó al último minuto, con un testarazo de Marta Cardona.
En la fase de eliminatorias, tras haber concluido segundas la fase de grupos, España quedó en el lado del cuadro más adverso, deparando un primer cruce en cuartos de final ante las anfitrionas del torneo, Inglaterra. En Brighton, españolas e inglesas no pasaron del empate en el primer tiempo, pero en el segundo España abrió el marcador con gol de Esther González y estaba con la clasificación en manos hasta los 84', cuando Ella Toone volvió a igualar y llevó el juego al tiempo suplementario. Ahí, las inglesas crecieron y llegaron al gol de la clasificación anotado por Georgia Stanway, relegando al conjunto español a su tercera eliminación consecutiva en unos cuartos de final de la Eurocopa.

### Copa Mundial Australia/Nueva Zelanda 2023
España ganó el grupo B de las eliminatorias europeas, que incluía también a Ucrania, Hungría, Escocia e Islas Feroe. Así como en 2019, España tuvo una campaña perfecta y llena de goleadas, que la pintaban como una de las favoritas para el Mundial de Oceanía.
En dicha Copa del Mundo, España se ubicó en el grupo C, con Japón, Costa Rica y Zambia. Las jugadoras, dirigidas por Jorge Vilda, debutaron con una plácida victoria por 3 goles a 0 ante la selección de Centroamérica, con goles de Valeria del Campo en propia puerta, Aitana Bonmatí y Esther González. El segundo partido, jugado contra la Selección femenina de fútbol de Zambia, se saldó con una contundente victoria por 5 goles a 0, dejando todo abierto para el último partido de la fase de grupos contra Japón. En dicho partido, el combinado español encajó una clara derrota frente a las niponas por 4 a 0, clasificando así como segundas de grupo para la fase de eliminatorias.
En octavos de final, la selección dirigida por Jorge Vilda, goleó por 5 goles a 1 a la Selección femenina de fútbol de Suiza, alcanzando de esta manera por primera vez en su historia los cuartos de final del Mundial de fútbol femenino, gracias a los tantos de Aitana Bonmatí por partida doble, Alba Redondo, Laia Codina y Jennifer Hermoso.
En cuartos de final, la Selección femenina eliminó en la prórroga a Países Bajos, gracias a los goles de Mariona Caldentey y de Salma Paralluelo, este último en el minuto 111, eliminando así a una de las principales favoritas del torneo.
La semifinal, disputada en el estadio Eden Park de Auckland, enfrentó al combinado español contra Suecia. Gracias a los goles de Salma Paralluelo (81') y Olga Carmona (89'), España consiguió batir al combinado sueco por 2 tantos a 1 y clasificarse para la final del Mundial femenino por primera vez en su historia.
En la final, el combinado nacional se enfrentó a la Selección femenina de fútbol de Inglaterra, campeona de la Eurocopa Femenina 2022 y una de las principales candidatas a alzarse con el título mundial. El partido, disputado en el Stadium Australia de Sídney, se decantó del lado de la Selección femenina de fútbol de España, gracias a un gol en el minuto 28 de Olga Carmona. De esta manera, el equipo entrenado por Jorge Vilda se convirtió, por primera vez en su historia, en campeona del mundo, consiguiendo así la segunda estrella mundial para el fútbol español tras la cosechada en la Copa Mundial de fútbol en 2010 por la Selección Española masculina de fútbol.
Durante la entrega de medallas, el entonces presidente de la Real Federación Española de Fútbol, Luis Rubiales, le dio un beso en la boca sin consentimiento a Jennifer Hermoso. Tras esto, recibió multitud de críticas, incluidas las del Ministro de Cultura y Deporte, Miquel Iceta y se le abrió expediente por parte de la FIFA. Tras el anuncio de Luis Rubiales de que no tenía intención de dimitir, las 23 campeonas del mundo, junto con otras jugadoras y exjugadoras, emitieron un comunicado a través del sindicato FUTPRO, en el que, además de pedir cambios en la Real Federación Española de Fútbol, anunciaban que no volverían a jugar con la selección mientras se mantuviera en el cargo.
En este proceso, la Real Federación Española de Fútbol destituyó a Jorge Vilda, entrenador de la Selección y campeón del mundo, y a Andreu Camps, secretario general de la RFEF y "mano derecha" del expresidente Luis Rubiales. Además, se nombró a Montse Tomé como nueva seleccionadora nacional.

### Liga de Naciones y Juegos Olímpicos de 2024
Era el debut de Montse Tomé en el banquillo en la fase final de un torneo. En la nueva creación de la UEFA para el fútbol femenino: la Liga de Naciones. Una competición en la que se tuvo a favor el factor campo, puesto que se disputó en Sevilla, en el Estadio de La Cartuja. Y se aprovechó a la perfección, con récord de asistencia en la final. Con un once inamovible y un sistema de 4-3-3 para aprovechar la velocidad de jugadoras como Athenea y Salma y la entrada de segunda línea de futbolistas como Jenni Hermoso y Aitana Bonmatí. Un estilo de juego vertical que funcionó con excelsitud en los dos encuentros de la fase final del torneo. En las semifinales ante Países Bajos, con los Juegos Olímpicos en el horizonte, las españolas asediaron a la portería defendida por la neerlandesa Van Domselaar sin éxito. Hasta que apareció la creatividad de Jenni Hermoso para desnivelar el marcador con un tiro seco. Poco después, aprovechando la llegada desde atrás, Aitana amplió las diferencias tras un buen balón de Mariona. Ona Batlle en una carrera por la banda, centró, recogió el rechace, marcó para sentenciar el encuentro y confirmar la presencia de España en París para los JJ.OO. En la final esperaba Francia, con jugadoras de clase mundial como Le Sommer, Katoto y Diani. Un duelo, que hasta la fecha, nunca se había saldado con victoria roja. En una época donde las españolas están rompiendo todos sus registros, en esta ocasión no iba a ser diferente.
Otra vez Aitana aparecía en el área, tras un envío de Olga, para dar ventaja a las suyas. Nada más iniciar el segundo tiempo, Athenea encontró a Mariona y puso el 2-0 definitivo para dar el segundo título internacional, tras el éxito logrado en la pasada Copa del Mundo.
La selección española debutó ese mismo año en unos Juegos Olímpicos. Y lo hizo gracias a meterse en la final de la Liga de Naciones. Empezó de la mejor manera. Incluso sin ofrecer la mejor cara, pero con una Alexia Putellas cada vez más cerca de su mejor versión, las de Montse Tomé finalizaron la fase inicial, la de grupos, con tres victorias. Primero fue una remontada ante Japón (1-2), con goles de Aitana y Mariona Caldentey. La segunda cita fue ante Nigeria. Un solitario gol de Alexia, gran golpe franco, concedió el segundo triunfo. Y el tercer encuentro deparaba un difícil envite ante Brasil. Un 0-2 con tantos de Athenea y, de nuevo, Putellas, certificaron su primera plaza de grupo. Pero en las eliminatorias, el combinado español no consiguió la ansiada medalla olímpica. En cuartos de final dio sus primeras muestras de debilidad frente a una Colombia que las superó durante casi todo el partido, adelantándose con los goles de Ramírez y Santos. Un gol de Jenni Hermoso en el minuto 79 dio alas al conjunto español, que consiguió el empate in extremis gracias a un gol de Irene Paredes siete minutos después del 90'. Tras una prórroga sin goles, España logró su clasificación a semifinales en los penaltis. Allí se encontró de nuevo con Brasil, a la que seis días antes habían vencido en fase de grupos, pero esta vez Brasil se impuso a las campeonas del mundo, que tuvieron que renunciar a la medalla de oro. En la final de consolación perdieron el bronce contra Alemania, por un gol de Gwinn de penalti.

### Eurocopa de Suiza 2025
La selección femenina de fútbol de España participó en la Eurocopa Femenina de la UEFA 2025, celebrada en Suiza entre el 2 y el 27 de julio de 2025. Llegó al torneo como vigente campeona del mundo y segunda en la clasificación FIFA, con el objetivo de conquistar su primer título continental bajo la dirección de Montse Tomé.

#### Clasificación
España logró la clasificación a través de la Liga de Naciones de la UEFA 2023-24, en la que lideró el Grupo A2 con 15 puntos de 18 posibles, por delante de Dinamarca, Bélgica y la República Checa, con un balance de 18 goles a favor y 5 en contra.

#### Fase de grupos
En el sorteo quedó encuadrada en el Grupo B junto a Portugal, Bélgica e Italia. Superó esta fase con pleno de victorias, nueve puntos y un total de 14 goles a favor, igualando el récord histórico de más goles en una fase de grupos de la Eurocopa Femenina.
- España 5-0 Portugal (3 de julio, Berna) – El debut español fue contundente, con un inicio arrollador que dejó encarrilado el partido en la primera parte. Esther González firmó un doblete, mientras que Vicky López, Alexia Putellas y Cristina Martín-Prieto completaron la goleada. López se convirtió en la goleadora más joven de España en una Eurocopa (18 años y 342 días).[101]
- España 6-2 Bélgica (7 de julio, Thun) – Partido de ritmo alto y constante intercambio de ocasiones. Bélgica llegó a igualar el marcador en dos ocasiones, pero España impuso su calidad en la segunda mitad. Alexia Putellas, Irene Paredes, Esther González, Mariona Caldentey y Claudia Pina fueron las goleadoras. El encuentro igualó el récord de más goles totales en un partido del torneo (8) y estableció la marca de más goleadoras distintas en un mismo partido.[102]
- España 3-1 Italia (11 de julio, Berna) – Italia sorprendió adelantándose en el marcador, pero Athenea del Castillo igualó poco después. En la segunda parte, Patri Guijarro y Esther González sellaron el triunfo que confirmó a España como primera de grupo.[103]

Clasificación – Grupo B
| Pos. | Equipo   | Pts | PJ | V | E | D | GF | GC | DG  |
| ---- | -------- | --- | -- | - | - | - | -- | -- | --- |
| 1    | España   | 9   | 3  | 3 | 0 | 0 | 14 | 3  | +11 |
| 2    | Italia   | 4   | 3  | 1 | 1 | 1 | 3  | 4  | -1  |
| 3    | Bélgica  | 3   | 3  | 1 | 0 | 2 | 4  | 8  | -4  |
| 4    | Portugal | 1   | 3  | 0 | 1 | 2 | 2  | 8  | -6  |

#### Cuartos de final
España 2-0 Suiza (18 de julio, Berna) – Ante la selección anfitriona, España se encontró con un planteamiento defensivo sólido que resistió más de una hora. Los goles de Athenea del Castillo y Claudia Pina, ambas desde el banquillo, resolvieron el encuentro. España falló dos penaltis durante el tiempo reglamentario.

#### Semifinales
España 1-0 Alemania (23 de julio, Zúrich; prórroga) – En un partido igualado, España logró su primera victoria oficial frente a Alemania. El único gol llegó en el minuto 113 por medio de Aitana Bonmatí, tras asistencia de Athenea del Castillo.

#### Final
España 1-1 Inglaterra (27 de julio, Basilea; Inglaterra ganó 3-1 en penaltis) – España se adelantó con un gol de Mariona Caldentey en la primera parte, pero Inglaterra empató por medio de Alessia Russo. La final se decidió en la tanda de penaltis, donde España solo convirtió uno de sus lanzamientos.

#### Reconocimientos individuales
- Mejor Jugadora del Torneo: Aitana Bonmatí [107]
- Bota de Oro: Esther González (4 goles)
- Máxima asistente: Alexia Putellas (4 asistencias)

España cerró el torneo como subcampeona, alcanzando su primera final continental y rompiendo por primera vez la barrera de Alemania en una gran competición.

## Seleccionadores
- Actualizado a fecha 28 de julio de 2025.

| Periodo                                                           | Entrenadores/as | Partidos dirigidos | Ganados | Empatados | Perdidos | Goles a favor | Goles en contra | Rendimiento | Competiciones                                                                                                   |
| ----------------------------------------------------------------- | --------------- | ------------------ | ------- | --------- | -------- | ------------- | --------------- | ----------- | --- |
| 5 de febrero de 1983 14 de mayo de 1988 (5 años y 3 meses)        | Teodoro Nieto   | 19                 | 4       | 5         | 10       | 14            | 22              | 34.21%      | — |
| 29 de octubre de 1988 17 de junio de 2015 (26 años y 8 meses)     | Ignacio Quereda | 142                | 54      | 37        | 51       | 303           | 203             | 51.06%      | Campeonato de Europa Femenino 1997 4.º Eurocopa Femenina 2013 1/4 Copa Mundial Femenina 2015 F.G.               |
| 18 de septiembre de 2015 20 de agosto de 2023 (7 años y 11 meses) | Jorge Vilda     | 108                | 75      | 16        | 17       | 313           | 59              | 76.85%      | Eurocopa Femenina 2017 1/4 Copa Mundial Femenina 2019 1/8 Eurocopa Femenina 2022 1/4 Copa Mundial Femenina 2023 |
| 22 de septiembre de 2023 30 de agosto de 2025 (1 año y 11 meses)  | Montse Tomé     | 37                 | 28      | 4         | 5        | 108           | 39              | 81.08%      | Liga de Naciones Femenina 2024 Juegos Olímpicos 2024 4.ª Eurocopa Femenina 2025                                 |
| 24 de octubre de 2025 30 de junio de 2027                         | Sonia Bermúdez  |                    |         |           |          |               |                 | 0%          | |
| Total                                                             | 4/4             | 306                | 161     | 63        | 83       | 738           | 323             | 62.75%      | |

## Jugadoras

### Última convocatoria
Jugadoras convocadas para la Eurocopa Femenina 2025.
| Dorsal | Jugadora               | Posición       | Edad    | Partidos | Goles | Club            |
| ------ | ---------------------- | -------------- | ------- | -------- | ----- | --------------- |
| 1      | Esther Sullastres      | Guardameta     | 32 años | 1        | 0     | Sevilla         |
| 13     | Cata Coll              | Guardameta     | 24 años | 27       | 0     | FC Barcelona    |
| 23     | Adriana Nanclares      | Guardameta     | 23 años | 2        | 0     | Athletic Club   |
| 2      | Ona Batlle             | Defensa        | 26 años | 62       | 2     | FC Barcelona    |
| 3      | Jana Fernández         | Defensa        | 23 años | 9        | 0     | FC Barcelona    |
| 4      | Irene Paredes          | Defensa        | 34 años | 116      | 13    | FC Barcelona    |
| 5      | María Méndez           | Defensa        | 24 años | 13       | 2     | Real Madrid CF  |
| 7      | Olga Carmona           | Defensa        | 25 años | 56       | 3     | Real Madrid CF  |
| 14     | Laia Aleixandri        | Defensa        | 24 años | 42       | 3     | Manchester City |
| 15     | Leila Ouahabi          | Defensa        | 32 años | 62       | 1     | Manchester City |
| 6      | Aitana Bonmatí         | Centrocampista | 27 años | 78       | 30    | FC Barcelona    |
| 10     | Athenea del Castillo   | Delantero      | 24 años | 57       | 16    | Real Madrid CF  |
| 11     | Alexia Putellas 2.º    | Centrocampista | 31 años | 131      | 34    | FC Barcelona    |
| 12     | Patri Guijarro         | Centrocampista | 27 años | 69       | 12    | FC Barcelona    |
| 19     | Vicky López            | Centrocampista | 19 años | 10       | 3     | FC Barcelona    |
| 22     | Maite Zubieta          | Centrocampista | 21 años | 6        | 0     | Athletic Club   |
| 8      | Mariona Caldentey      | Delantero      | 29 años | 88       | 29    | Arsenal FC      |
| 9      | Esther González        | Delantero      | 32 años | 50       | 32    | Gotham FC       |
| 16     | Cristina Martín-Prieto | Delantero      | 32 años | 5        | 2     | S. L. Benfica   |
| 17     | Lucía García           | Delantero      | 27 años | 57       | 13    | CF Monterrey    |
| 18     | Salma Paralluelo       | Delantero      | 21 años | 38       | 15    | FC Barcelona    |
| 20     | Claudia Pina           | Delantero      | 24 años | 15       | 7     | FC Barcelona    |
| 21     | Alba Redondo           | Delantero      | 28 años | 46       | 17    | Real Madrid CF  |
| –      | Sonia Bermúdez         | Entrenador     | 40 años | –        |       |                 |

| #  | Jugadora             | Período    | Partidos | Goles |
| -- | -------------------- | ---------- | -------- | ----- |
| 1  | Alexia Putellas      | 2013–2025. | 137      | 37    |
| 2  | Jennifer Hermoso     | 2012–2025. | 123      | 57    |
| 3  | Irene Paredes        | 2011–2025. | 122      | 14    |
| 4  | Mariona Caldentey    | 2017–2025. | 95       | 31    |
| 5  | Marta Torrejón       | 2007–2019  | 89       | 10    |
| 6  | Marta Corredera      | 2011–2021  | 86       | 5     |
| 7  | Aitana Bonmatí       | 2017–2025. | 83       | 31    |
| 8  | Patri Guijarro       | 2017–2025. | 75       | 13    |
| 9  | Virginia Torrecilla  | 2013–2020  | 68       | 7     |
| 10 | Silvia Meseguer      | 2008–2019  | 68       | 5     |
| 11 | Vicky Losada         | 2010–2019  | 65       | 13    |
| 12 | Ona Batlle           | 2019–2025. | 67       | 2     |
| 13 | Leila Ouahabi        | 2016–2025. | 66       | 1     |
| 14 | Sonia Bermúdez       | 2008–2017  | 62       | 34    |
| 15 | Athenea del Castillo | 2020–2025. | 63       | 18    |
| 16 | Olga Carmona         | 2021–2025. | 61       | 3     |

| #  | Jugadora             | Período    | Goles | Partidos | Promedio |
| -- | -------------------- | ---------- | ----- | -------- | -------- |
| 1  | Jenni Hermoso        | 2012–2025. | 57    | 123      | 0.46     |
| 2  | Vero Boquete         | 2005–2017  | 38    | 57       | 0.67     |
| 3  | Alexia Putellas      | 2013–Act.  | 37    | 137      | 0.27     |
| 4  | Esther González      | 2016–Act.  | 36    | 56       | 0.64     |
| 5  | Sonia Bermúdez       | 2008–2017  | 34    | 62       | 0.55     |
| 6  | Adriana Martín       | 2005–2015  | 33    | 40       | 0.83     |
| 7  | Aitana Bonmatí       | 2017–Act.  | 31    | 83       | 0.37     |
| –  | Mariona Caldentey    | 2017–Act.  | 31    | 95       | 0.33     |
| 9  | Mar Prieto           | 1985–1999  | 30    | 62       | 0.48     |
| 10 | Athenea del Castillo | 2020–Act.  | 18    | 63       | 0.29     |
| 11 | Alba Redondo         | 2018–Act.  | 17    | 46       | 0.37     |
| 12 | Salma Paralluelo     | 2022–Act.  | 15    | 44       | 0.34     |
| –  | Mari Paz Vilas       | 2008–2018  | 15    | 26       | 0,58     |

### Internacionalidades

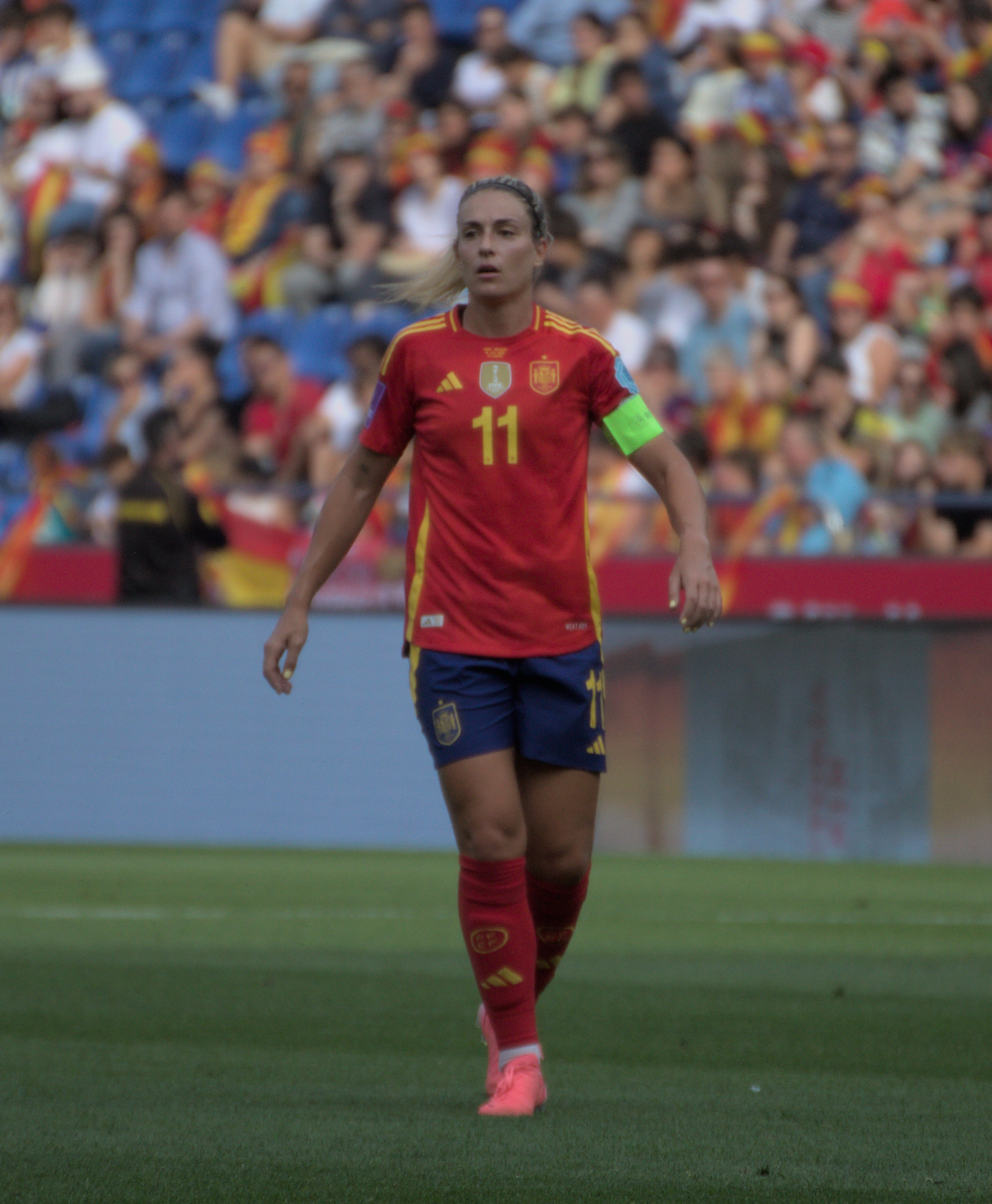
Alexia Putellas es la jugadora con más partidos disputados.

### Goles marcados

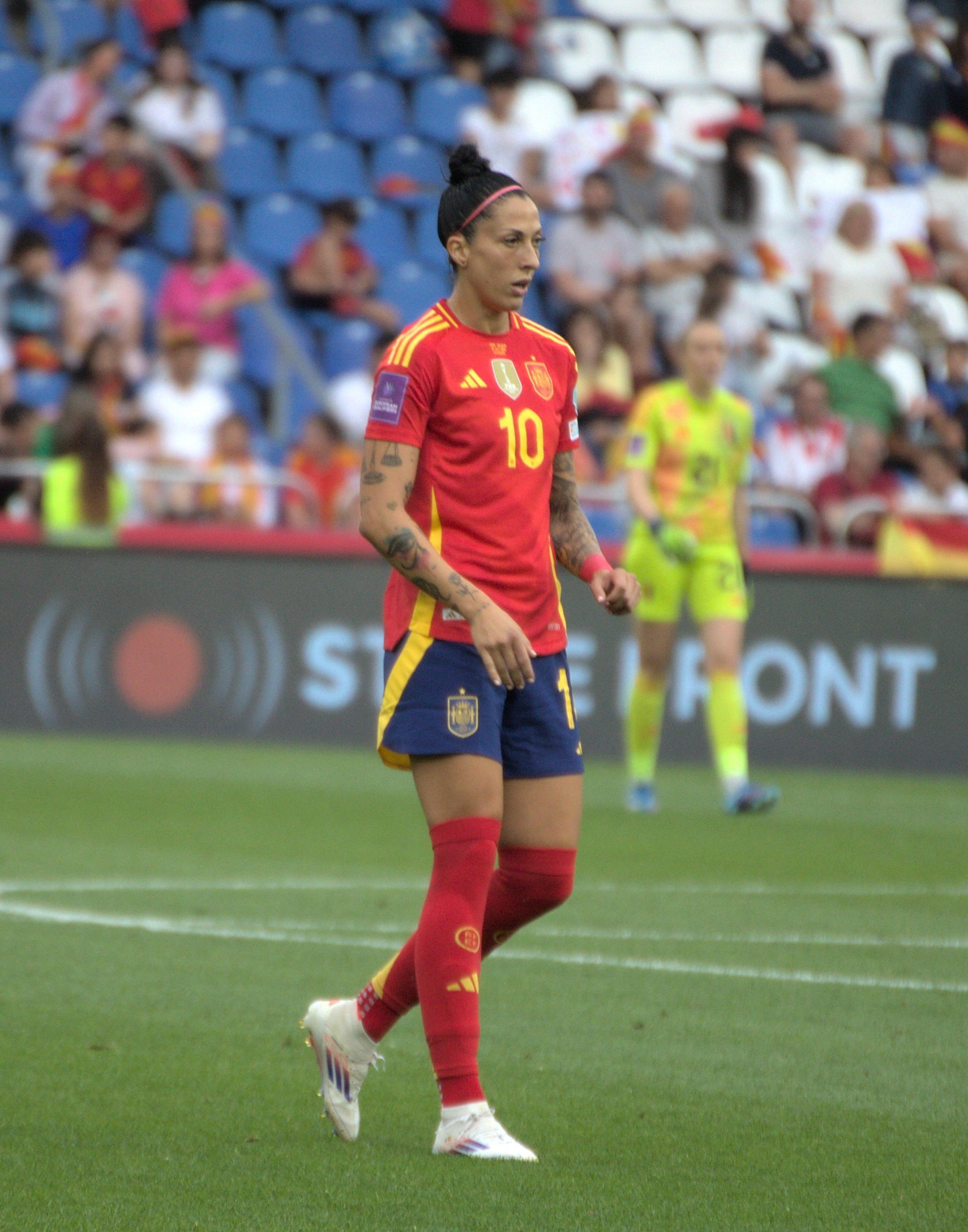
Jenni Hermoso es la máxima goleadora histórica.

### Goles encajados
Datos actualizados al 28 de julio de 2025.
| #  | Jugadora              | Período   | Imbatida | Partidos | G.E. | Promedio |
| -- | --------------------- | --------- | -------- | -------- | ---- | -------- |
| 1  | Sandra Paños          | 2012-2022 | 26       | 55       | 31   | 0.56     |
| 2  | Dolores Gallardo      | 2013-2022 | 21       | 39       | 20   | 0.51     |
| 3  | Ainhoa Tirapu         | 2007-2015 | 20       | 46       | 38   | 0.83     |
| 4  | Misa Rodríguez        | 2021-2025 | 13       | 24       | 19   | 0.79     |
| 5  | Roser Serra           | 1991-1998 | 12       | 33       | 36   | 1.09     |
| 6  | Catalina Coll         | 2023-2025 | 11       | 30       | 28   | 0.93     |
| 7  | Eli Capa              | 1998-2005 | 4        | 26       | 29   | 1.12     |
| 8  | Ana Ruiz †            | 1984-1988 | 3        | 15       | 13   | 0.87     |
| 8  | Lucía Muñoz           | 2005-2006 | 3        | 8        | 14   | 1.75     |
| 10 | Enith Salón           | 2022–2023 | 2        | 2        | 0    | 0        |
| 10 | Maríatxi Sánchez      | 2006–2007 | 2        | 3        | 1    | 0.33     |
| 10 | Adriana Nanclares     | 2024-2025 | 2        | 5        | 5    | 1        |
| 13 | María José Pons       | 2012-2013 | 1        | 5        | 5    | 1        |
| 13 | Sara Serrat           | 2019      | 1        | 1        | 0    | 0        |
| 13 | Maite Muguruza        | 1984-1994 | 1        | 2        | 0    | 0        |
| 13 | Juana María Perales   | 1988-1990 | 1        | 4        | 8    | 2        |
| 13 | María Isabel González | 1983-1995 | 1        | 5        | 12   | 2.4      |
| 13 | Elene Lete            | 2023      | 1        | 1        | 0    | 0        |
| 19 | Susana Grech Marcos   | 1999-2001 | 0        | 8        | 20   | 2.5      |
| 19 | Sun Quiñones          | 2017-2019 | 0        | 3        | 4    | 1.33     |
| 19 | Inés Herrera          | 1999-2002 | 0        | 3        | 7    | 2.33     |
| 19 | Paula Casares         | 1988-1990 | 0        | 3        | 7    | 2.33     |
| 19 | Esther Sullastres     | 2017-2025 | 0        | 1        | 0    | 0        |

Imbatidas: La portera debe jugar al menos 60 minutos para obtener los puntos de portería a cero.
Promedio: goles encajados por partido.

## Resultados

### Últimos partidos y próximos encuentros
| Fecha      | Ciudad            | Local           | Resultado      | Visitante       | Competición                       |
| ---------- | ----------------- | --------------- | -------------- | --------------- | --------------------------------- |
| 05-12-2023 | Málaga            | España          | 5:3            | Suecia          | Liga de Naciones Femenina 2023-24 |
| 23-02-2024 | Sevilla           | España          | 3:0            | Países Bajos    | Liga de Naciones Femenina 2023-24 |
| 28-02-2024 | Sevilla           | España          | 2:0            | Francia         | Liga de Naciones Femenina 2023-24 |
| 05-04-2024 | Lovaina           | Bélgica         | 0:7            | España          | Clas. Eurocopa Femenina 2025      |
| 09-04-2024 | Burgos            | España          | 3:1            | República Checa | Clas. Eurocopa Femenina 2025      |
| 31-05-2024 | Vejle             | Dinamarca       | 0:2            | España          | Clas. Eurocopa Femenina 2025      |
| 04-06-2024 | Tenerife          | España          | 3:2            | Dinamarca       | Clas. Eurocopa Femenina 2025      |
| 12-07-2024 | Chomutov          | República Checa | 2:1            | España          | Clas. Eurocopa Femenina 2025      |
| 16-07-2024 | La Coruña         | España          | 2:0            | Bélgica         | Clas. Eurocopa Femenina 2025      |
| 25-07-2024 | Nantes            | España          | 2:1            | Japón           | Juegos Olímpicos 2024             |
| 28-07-2024 | Nantes            | España          | 1:0            | Nigeria         | Juegos Olímpicos 2024             |
| 31-07-2024 | Burdeos           | Brasil          | 0:2            | España          | Juegos Olímpicos 2024             |
| 03-08-2024 | Lyon              | España          | 2:2 (4:2 p.)   | Colombia        | Juegos Olímpicos 2024             |
| 06-08-2024 | Marsella          | Brasil          | 4:2            | España          | Juegos Olímpicos 2024             |
| 09-08-2024 | Lyon              | España          | 0:1            | Alemania        | Juegos Olímpicos 2024             |
| 25-10-2024 | Almendralejo      | España          | 1:1            | Canadá          | Amistoso                          |
| 29-10-2024 | Vicenza           | Italia          | 1:1            | España          | Amistoso                          |
| 29-11-2024 | Cartagena         | España          | 5:0            | Corea del Sur   | Amistoso                          |
| 03-12-2024 | Niza              | Francia         | 2:4            | España          | Amistoso                          |
| 21-02-2025 | Valencia          | España          | 3:2            | Bélgica         | Liga de Naciones Femenina 2025    |
| 26-02-2025 | Londres           | Inglaterra      | 1:0            | España          | Liga de Naciones Femenina 2025    |
| 04-04-2025 | Paços de Ferreira | Portugal        | 2:4            | España          | Liga de Naciones Femenina 2025    |
| 08-04-2025 | Vigo              | España          | 7:1            | Portugal        | Liga de Naciones Femenina 2025    |
| 30-05-2025 | Lovaina           | Bélgica         | 1:5            | España          | Liga de Naciones Femenina 2025    |
| 03-06-2025 | Barcelona         | España          | 2:1            | Inglaterra      | Liga de Naciones Femenina 2025    |
| 27-06-2025 | Leganés           | España          | 3:1            | Japón           | Amistoso                          |
| 03-07-2025 | Berna             | España          | 5:0            | Portugal        | Eurocopa Femenina 2025            |
| 07-07-2025 | Thun              | España          | 6:2            | Bélgica         | Eurocopa Femenina 2025            |
| 11-07-2025 | Berna             | Italia          | 1:3            | España          | Eurocopa Femenina 2025            |
| 18-07-2025 | Berna             | España          | 2:0            | Suiza           | Eurocopa Femenina 2025            |
| 23-07-2025 | Zúrich            | Alemania        | 0:1 (t.s.)     | España          | Eurocopa Femenina 2025            |
| 27-07-2025 | Basilea           | Inglaterra      | 1:1 (3:1 pen.) | España          | Eurocopa Femenina 2025            |

## Estadísticas
Leyenda: PJ: partidos jugados; PG: partidos ganados; PE: partidos empatados; PP: partidos perdidos; GF: goles a favor; GC: goles en contra.

### Copa Mundial
| Mundial Femenino,                      |                                                      |                                                      |                                                      |                                                      |                                                      |                                                      |                                                      |                                                      |
| Año                                    | Ronda                                                | Posición                                             | PJ                                                   | PG                                                   | PE                                                   | PP                                                   | GF                                                   | GC                                                   |
| Italia 1970                            | No existía la Selección femenina de fútbol de España | No existía la Selección femenina de fútbol de España | No existía la Selección femenina de fútbol de España | No existía la Selección femenina de fútbol de España | No existía la Selección femenina de fútbol de España | No existía la Selección femenina de fútbol de España | No existía la Selección femenina de fútbol de España | No existía la Selección femenina de fútbol de España |
| México 1971                            | No participó                                         | No participó                                         | No participó                                         | No participó                                         | No participó                                         | No participó                                         | No participó                                         | No participó                                         |
| España 1972                            | No se celebró                                        | No se celebró                                        | No se celebró                                        | No se celebró                                        | No se celebró                                        | No se celebró                                        | No se celebró                                        | No se celebró                                        |
| Total                                  | 0/3                                                  | ?                                                    | -                                                    | -                                                    | -                                                    | -                                                    | -                                                    | -                                                    |
| Mundialito Femenino                    |                                                      |                                                      |                                                      |                                                      |                                                      |                                                      |                                                      |                                                      |
| Taiwán 1981                            | No participó                                         | No participó                                         | No participó                                         | No participó                                         | No participó                                         | No participó                                         | No participó                                         | No participó                                         |
| Italia 1982                            | No participó                                         | No participó                                         | No participó                                         | No participó                                         | No participó                                         | No participó                                         | No participó                                         | No participó                                         |
| Italia 1984                            | No participó                                         | No participó                                         | No participó                                         | No participó                                         | No participó                                         | No participó                                         | No participó                                         | No participó                                         |
| Italia 1985                            | No participó                                         | No participó                                         | No participó                                         | No participó                                         | No participó                                         | No participó                                         | No participó                                         | No participó                                         |
| Italia 1986                            | No participó                                         | No participó                                         | No participó                                         | No participó                                         | No participó                                         | No participó                                         | No participó                                         | No participó                                         |
| Italia 1988                            | No participó                                         | No participó                                         | No participó                                         | No participó                                         | No participó                                         | No participó                                         | No participó                                         | No participó                                         |
| Total                                  | 0/6                                                  | ?                                                    | -                                                    | -                                                    | -                                                    | -                                                    | -                                                    | -                                                    |
| Torneo Invitación Femenino de la FIFA, |                                                      |                                                      |                                                      |                                                      |                                                      |                                                      |                                                      |                                                      |
| Taiwán 1987                            | No participó                                         | No participó                                         | No participó                                         | No participó                                         | No participó                                         | No participó                                         | No participó                                         | No participó                                         |
| China 1988                             | No participó                                         | No participó                                         | No participó                                         | No participó                                         | No participó                                         | No participó                                         | No participó                                         | No participó                                         |
| Total                                  | 0/2                                                  | ?                                                    | -                                                    | -                                                    | -                                                    | -                                                    | -                                                    | -                                                    |
| Mundial Femenino de la FIFA            |                                                      |                                                      |                                                      |                                                      |                                                      |                                                      |                                                      |                                                      |
| Año                                    | Ronda                                                | Posición                                             | PJ                                                   | PG                                                   | PE                                                   | PP                                                   | GF                                                   | GC                                                   |
| China 1991                             | No se clasificó                                      | No se clasificó                                      | No se clasificó                                      | No se clasificó                                      | No se clasificó                                      | No se clasificó                                      | No se clasificó                                      | No se clasificó                                      |
| Suecia 1995                            | No se clasificó                                      | No se clasificó                                      | No se clasificó                                      | No se clasificó                                      | No se clasificó                                      | No se clasificó                                      | No se clasificó                                      | No se clasificó                                      |
| Estados Unidos 1999                    | No se clasificó                                      | No se clasificó                                      | No se clasificó                                      | No se clasificó                                      | No se clasificó                                      | No se clasificó                                      | No se clasificó                                      | No se clasificó                                      |
| Estados Unidos 2003                    | No se clasificó                                      | No se clasificó                                      | No se clasificó                                      | No se clasificó                                      | No se clasificó                                      | No se clasificó                                      | No se clasificó                                      | No se clasificó                                      |
| China 2007                             | No se clasificó                                      | No se clasificó                                      | No se clasificó                                      | No se clasificó                                      | No se clasificó                                      | No se clasificó                                      | No se clasificó                                      | No se clasificó                                      |
| Alemania 2011                          | No se clasificó                                      | No se clasificó                                      | No se clasificó                                      | No se clasificó                                      | No se clasificó                                      | No se clasificó                                      | No se clasificó                                      | No se clasificó                                      |
| Canadá 2015                            | Fase de grupos                                       | 20.ª                                                 | 3                                                    | 0                                                    | 1                                                    | 2                                                    | 2                                                    | 4                                                    |
| Francia 2019                           | Octavos de final                                     | 12.ª                                                 | 4                                                    | 1                                                    | 1                                                    | 2                                                    | 4                                                    | 4                                                    |
| Australia/Nueva Zelanda 2023           | Campeona                                             | 1.ª                                                  | 7                                                    | 6                                                    | 0                                                    | 1                                                    | 18                                                   | 7                                                    |
| Brasil 2027                            | Por disputarse                                       | Por disputarse                                       | Por disputarse                                       | Por disputarse                                       | Por disputarse                                       | Por disputarse                                       | Por disputarse                                       | Por disputarse                                       |
| Total                                  | 3/9                                                  | 11.ª                                                 | 14                                                   | 7                                                    | 2                                                    | 5                                                    | 24                                                   | 15                                                   |
| Total global                           | 3/19                                                 | 13.ª                                                 | 14                                                   | 7                                                    | 2                                                    | 5                                                    | 24                                                   | 15                                                   |

### Juegos Olímpicos
| Año                 | Ronda                      | Posición                   | PJ                         | PG                         | PE                         | PP                         | GF                         | GC                         |                            |
| ------------------- | -------------------------- | -------------------------- | -------------------------- | -------------------------- | -------------------------- | -------------------------- | -------------------------- | -------------------------- | -------------------------- |
| Atlanta 1996        | No se clasificó            | No se clasificó            | No se clasificó            | No se clasificó            | No se clasificó            | No se clasificó            | No se clasificó            | No se clasificó            | No se clasificó            |
| Sídney 2000         | No se clasificó            | No se clasificó            | No se clasificó            | No se clasificó            | No se clasificó            | No se clasificó            | No se clasificó            | No se clasificó            | No se clasificó            |
| Atenas 2004         | No se clasificó            | No se clasificó            | No se clasificó            | No se clasificó            | No se clasificó            | No se clasificó            | No se clasificó            | No se clasificó            | No se clasificó            |
| Pekín 2008          | No se clasificó            | No se clasificó            | No se clasificó            | No se clasificó            | No se clasificó            | No se clasificó            | No se clasificó            | No se clasificó            | No se clasificó            |
| Londres 2012        | No se clasificó            | No se clasificó            | No se clasificó            | No se clasificó            | No se clasificó            | No se clasificó            | No se clasificó            | No se clasificó            | No se clasificó            |
| Río de Janeiro 2016 | No se clasificó            | No se clasificó            | No se clasificó            | No se clasificó            | No se clasificó            | No se clasificó            | No se clasificó            | No se clasificó            | No se clasificó            |
| Tokio 2020          | No se clasificó            | No se clasificó            | No se clasificó            | No se clasificó            | No se clasificó            | No se clasificó            | No se clasificó            | No se clasificó            | No se clasificó            |
| París 2024          | Semifinales                | 4.º                        | 6                          | 3                          | 1                          | 2                          | 9                          | 8                          |                            |
| Los Ángeles 2028    | Competición por disputarse | Competición por disputarse | Competición por disputarse | Competición por disputarse | Competición por disputarse | Competición por disputarse | Competición por disputarse | Competición por disputarse | Competición por disputarse |
| Brisbane 2032       | Competición por disputarse | Competición por disputarse | Competición por disputarse | Competición por disputarse | Competición por disputarse | Competición por disputarse | Competición por disputarse | Competición por disputarse | Competición por disputarse |
| Total               | 1/10                       | 4.º                        | 6                          | 3                          | 1                          | 2                          | 9                          | 8                          |                            |

### Campeonato Europeo
| Campeonato de Europa Femenino |                  |              |              |              |              |              |              |              |
| Año                           | Ronda            | Posición     | PJ           | PG           | PE           | PP           | GF           | GC           |
| Europa 1984                   | No participó     | No participó | No participó | No participó | No participó | No participó | No participó | No participó |
| Noruega 1987                  | No clasificó     | No clasificó | No clasificó | No clasificó | No clasificó | No clasificó | No clasificó | No clasificó |
| Alemania 1989                 | No clasificó     | No clasificó | No clasificó | No clasificó | No clasificó | No clasificó | No clasificó | No clasificó |
| Total                         | 0/3              | -            | -            | -            | -            | -            | -            | -            |
| Eurocopa Femenina de la UEFA  |                  |              |              |              |              |              |              |              |
| Dinamarca 1991                | No clasificó     | No clasificó | No clasificó | No clasificó | No clasificó | No clasificó | No clasificó | No clasificó |
| Italia 1993                   | No clasificó     | No clasificó | No clasificó | No clasificó | No clasificó | No clasificó | No clasificó | No clasificó |
| Alemania/Inglaterra 1995      | No clasificó     | No clasificó | No clasificó | No clasificó | No clasificó | No clasificó | No clasificó | No clasificó |
| Noruega/Suecia 1997           | Semifinales      | 4.ª          | 4            | 1            | 1            | 2            | 3            | 4            |
| Alemania 2001                 | No clasificó     | No clasificó | No clasificó | No clasificó | No clasificó | No clasificó | No clasificó | No clasificó |
| Inglaterra 2005               | No clasificó     | No clasificó | No clasificó | No clasificó | No clasificó | No clasificó | No clasificó | No clasificó |
| Finlandia 2009                | No clasificó     | No clasificó | No clasificó | No clasificó | No clasificó | No clasificó | No clasificó | No clasificó |
| Suecia 2013                   | Cuartos de final | 7.ª          | 4            | 1            | 1            | 2            | 5            | 7            |
| Países Bajos 2017             | Cuartos de final | 8.ª          | 4            | 1            | 1            | 2            | 2            | 3            |
| Inglaterra 2022               | Cuartos de final | 6.ª          | 4            | 2            | 0            | 2            | 6            | 5            |
| Suiza 2025                    | Subcampeona      | 2.º          | 6            | 5            | 1            | 0            | 18           | 4            |
| Total                         | 4/11             | 5.ª          | 22           | 10           | 4            | 8            | 34           | 23           |
| Total global                  | 4/14             | 5.ª          | 22           | 10           | 4            | 8            | 34           | 23           |

### Liga de Naciones
| Liga de Naciones Femenina de la UEFA |                |                |                |                |                |                |                |                |                |       |              |              |              |              |              |              |              |            |
| Fase de grupos                       | Fase de grupos | Fase de grupos | Fase de grupos | Fase de grupos | Fase de grupos | Fase de grupos | Fase de grupos | Fase de grupos | Fase de grupos |       | Fase final   | Fase final   | Fase final   | Fase final   | Fase final   | Fase final   | Fase final   | Fase final |
| Edición                              | LG             | GP             | Posición       | PJ             | PG             | PE             | PP             | GF             | GC             | Año   | Ronda        | PJ           | PG           | PE*          | PP           | GF           | GC           |            |
| 2023                                 | A              | 4              | 1.º            | 6              | 5              | 0              | 1              | 23             | 9              | 2024  | Campeona     | 2            | 2            | 0            | 0            | 5            | 0            |            |
| 2025                                 | A              | 3              | 1.º            | 6              | 5              | 0              | 1              | 21             | 8              | 2025  | Clasificadas | Clasificadas | Clasificadas | Clasificadas | Clasificadas | Clasificadas | Clasificadas |            |
| Total                                | Total          | Total          | 1.º            | 12             | 10             | 0              | 2              | 44             | 17             | Total | 1 Título     | 2            | 2            | 0            | 0            | 5            | 0            |            |

### Finales disputadas
La siguiente lista incluye finales disputadas de torneos mundiales, intercontinentales y continentales oficiales a nivel absoluto:
| Año  | Torneo           | Resultado                                  |
| ---- | ---------------- | ------------------------------------------ |
| 2023 | Mundial          | España 1 - 0 Inglaterra                    |
| 2024 | Liga de Naciones | España 2 - 0 Francia                       |
| 2025 | Eurocopa         | Inglaterra 1 - 1 (t. s.) (3 - 1 p.) España |

## Posición y puntuación en la Clasificación FIFA
| 2003                    | 22.ª (1755)   | –              | –           | –              | 19.ª (1767) | 19.ª (1767)    | –           | 20.ª (1767)   | –           | 20.ª (1765)   |
| 2004                    | 20.ª (1771)   | –              | –           | 21.ª (1756)    | –           | 21.ª (1756)    | –           | –             | –           | 20.ª (1756)   |
| 2005                    | 20.ª (1754)   | –              | –           | 20.ª (1754)    | –           | –              | 20.ª (1754) | –             | –           | 20.ª (1778)   |
| 2006                    | 20.ª (1778)   | –              | 20.ª (1793) | –              | –           | –              | 20.ª (1793) | –             | –           | 20.ª (1793)   |
| 2007                    | 20.ª (1793)   | –              | –           | 20.ª (1802)    | –           | –              | –           | 20.ª (1802)   | –           | 20.ª (1805)   |
| 2008                    | 21.ª (1805)   | –              | –           | 19.ª (1819)    | –           | –              | 19.ª (1819) | –             | –           | 20.ª (1796)   |
| 2009                    | 20.ª (1796)   | –              | –           | 20.ª (1796)    | –           | –              | 20.ª (1797) | –             | –           | 20.ª (1813)   |
| 2010                    | 20.ª (1813)   | –              | 20.ª (1812) | –              | –           | 19.ª (1816)    | –           | –             | 19.ª (1816) | –             |
| 2011                    | 18.ª (1816)   | –              | –           | –              | 18.ª (1816) | –              | 18.ª (1819) | –             | –           | 17.ª (1841)   |
| 2012                    | 17.ª (1842)   | –              | –           | 16.ª (1841)    | –           | 17.ª (1831)    | –           | –             | –           | 18.ª (1823)   |
| 2013                    | 18.ª (1824)   | –              | –           | 18.ª (1824)    | –           | 17.ª (1831)    | –           | –             | –           | 15.ª (1849)   |
| 2014                    | 15.ª (1844)   | –              | –           | 16.ª (1854)    | –           | –              | 16.ª (1865) | –             | –           | 15.ª (1875)   |
| 2015                    | 14.ª (1867)   | –              | –           | –              | 19.ª (1815) | –              | 18.ª (1824) | –             | –           | 14.ª (1854)   |
| 2016                    | 15.ª (1852)   | –              | –           | 14.ª (1861)    | –           | 14.ª (1861)    | –           | –             | –           | 14.ª (1862)   |
| 2017                    | 13.ª (1885)   | –              | –           | 13.ª (1885)    | –           | –              | 17.ª (1849) | –             | –           | 13.ª (1869)   |
| 2018                    | 12.ª (1886)   | –              | –           | 12.ª (1911)    | –           | –              | 12.ª (1916) | –             | –           | 12.ª (1920)   |
| 2019                    | 13.ª (1913)   | –              | –           | –              | 13.ª (1899) | -              | 13.ª (1897) | –             | –           | 13.ª (1900)   |
| 2020                    | 13.ª (1915)   | –              | –           | 13.ª (1915)    | –           | 13.ª (1915)    | –           | –             | –           | 12.ª (1919)   |
| 2021                    | –             | 13.ª (1929,41) | –           | 12.ª (1935,87) | –           | 10.ª (1935,87) | –           | –             | –           | 9.ª (1959,16) |
| 2022                    | 7.ª (1980,28) | –              | –           | 7.ª (1985,84)  | –           | 8.ª (1983,13)  | –           | 6.ª (1997,74) | –           | 7.ª (2000,31) |
| 2023                    | 7.ª (1997,65) | –              | –           | 6.ª (2002,28)  | –           | 2.ª (2051,84)  | –           | –             | –           | 1.ª (2066,05) |
| 2024                    | 1.ª (2085,96) | –              | –           | 1.ª (2099,89)  | –           | 3.ª (2021,09)  | –           | –             | –           | 2.ª (2028,65) |
| 2025                    | 2.ª (2020,6)  | –              | –           | 2.ª (2034,34)  | –           | 1.ª (2066,79)  |             |               |             |               |
| Posición promedio: 15.ª |               |                |             |                |             |                |             |               |             |               |

Fuente: Clasificación FIFA femenina actual en FIFA.com; perfil de España en la Clasificación FIFA en FIFA.com.
Colores: 
Dorado = 1.º puesto; 
Plateado = 2.º puesto;
Bronce = 3.º puesto;
Azul = Top 5; 
Rosado = Peor posición.

## Selecciones juveniles

### Selección sub-20/19
| Copa Mundial Sub-20 | Copa Mundial Sub-20 | Copa Mundial Sub-20 | Copa Mundial Sub-20 | Copa Mundial Sub-20 | Copa Mundial Sub-20 |
| ------------------- | ------------------- | ------------------- | ------------------- | ------------------- | ------------------- |
| 2002:               | No clasificó        | 2004:               | Primera Ronda       | 2006:               | No clasificó        |
| 2008:               | No clasificó        | 2010:               | No clasificó        | 2012:               | No clasificó        |
| 2014:               | No clasificó        | 2016:               | Sexto puesto        | 2018:               | Subcampeonas        |
| 2022:               | Campeonas           | 2024:               | Séptimo puesto      | 2026:               | Clasificada         |

| Campeonato Europeo Sub-19 | Campeonato Europeo Sub-19          | Campeonato Europeo Sub-19 | Campeonato Europeo Sub-19 | Campeonato Europeo Sub-19 | Campeonato Europeo Sub-19 |
| ------------------------- | ---------------------------------- | ------------------------- | ------------------------- | ------------------------- | ------------------------- |
| 1998:                     | No clasificó                       | 1999:                     | No clasificó              | 2000:                     | Subcampeonas              |
| 2001:                     | 4.º puesto (última edición sub-18) | 2002:                     | Ronda Final               | 2003:                     | Ronda Final               |
| 2004:                     | Campeonas                          | 2005:                     | Segunda Ronda             | 2006:                     | Segunda Ronda             |
| 2007:                     | Ronda Final                        | 2008:                     | Ronda Final               | 2009:                     | Segunda Ronda             |
| 2010:                     | Ronda Final                        | 2011:                     | Ronda Final               | 2012:                     | Subcampeonas              |
| 2013:                     | No clasificó                       | 2014:                     | Subcampeonas              | 2015:                     | Subcampeonas              |
| 2016:                     | Subcampeonas                       | 2017:                     | Campeonas                 | 2018:                     | Campeonas                 |
| 2019:                     | Semifinalistas                     | 2020:                     | Cancelado                 | 2021:                     | Cancelado                 |
| 2022:                     | Campeonas                          | 2023:                     | Campeonas                 | 2024:                     | Campeonas                 |
| 2025:                     | Campeonas                          |                           |                           |                           |                           |

### Selección sub-17
| Copa Mundial Sub-17 | Copa Mundial Sub-17 | Copa Mundial Sub-17 | Copa Mundial Sub-17 | Copa Mundial Sub-17 | Copa Mundial Sub-17 |
| ------------------- | ------------------- | ------------------- | ------------------- | ------------------- | ------------------- |
| 2008:               | No clasificó        | 2010:               | Tercer puesto       | 2012:               | No clasificó        |
| 2014:               | Subcampeonas        | 2016:               | Tercer puesto       | 2018:               | Campeonas           |
| 2022:               | Campeonas           | 2024:               | Subcampeonas        | 2025:               | Clasificada         |

| Campeonato Europeo Sub-17 | Campeonato Europeo Sub-17 | Campeonato Europeo Sub-17 | Campeonato Europeo Sub-17 | Campeonato Europeo Sub-17 | Campeonato Europeo Sub-17 |
| ------------------------- | ------------------------- | ------------------------- | ------------------------- | ------------------------- | ------------------------- |
| 2008:                     | No clasificó              | 2009:                     | Subcampeonas              | 2010:                     | Campeonas                 |
| 2011:                     | Campeonas                 | 2012:                     | Ronda Final               | 2013:                     | Tercer puesto             |
| 2014:                     | Subcampeonas              | 2015:                     | Campeonas                 | 2016:                     | Subcampeonas              |
| 2017:                     | Subcampeonas              | 2018:                     | Campeonas                 | 2019:                     | Semifinalistas            |
| 2020:                     | Cancelado                 | 2021:                     | Cancelado                 | 2022:                     | Subcampeonas              |
| 2023:                     | Subcampeonas              | 2024:                     | Campeonas                 | 2025:                     | Fase de grupos            |

- La RFEF creó en 2021, dos nuevas selecciones femeninas de categoría sub-23 y sub-15, que a diferencia de la sub-20/19 y la sub-17, no disputan encuentros de competición oficial. La sub-23, conocida como «olímpica» en el fútbol masculino, era conocida hasta la reestructuración como Absoluta Promesas, mientras que la sub-15, de categoría cadete, está configurada como el primer eslabón de las categorías juveniles de la selección nacional femenina.

## Palmarés

### Selección absoluta
| Competición      |          |             |               |       |
| Competición      | Campeona | Subcampeona | Tercer puesto | Total |
| ---------------- | -------- | ----------- | ------------- | ----- |
| Copa Mundial     | 1 (2023) | –           | –             | 1     |
| Juegos Olímpicos | –        | –           | –             | –     |
| Eurocopa         | –        | 1 (2025)    | 1 (1997)      | 2     |
| Liga de Naciones | 1 (2024) | –           | –             | 1     |
| Total            | 2        | 1           | 1             | 4     |

Torneos amistosos
| Competición                |          |             |               |       |
| Competición                | Campeona | Subcampeona | Tercer puesto | Total |
| -------------------------- | -------- | ----------- | ------------- | ----- |
| Torneo "Grand Hotel Varna" | –        | –           | 1 (1995)      | 1     |
| Copa de Algarve            | 1 (2017) | –           | –             | 1     |
| Copa de Chipre             | 1 (2018) | –           | –             | 1     |
| Copa SheBelieves           | –        | 1 (2020)    | –             | 1     |
| Copa Arnold Clark          | –        | 1 (2022)    | –             | 1     |
| Copa de Naciones           | –        | 1 (2023)    | –             | 1     |
| Total                      | 2        | 3           | 1             | 6     |

### Selecciones juveniles
Sub-20/19
| Competición    |                                               |                                   |               |       |
| Competición    | Campeona                                      | Subcampeona                       | Tercer puesto | Total |
| -------------- | --------------------------------------------- | --------------------------------- | ------------- | ----- |
| Mundial Sub-20 | 1 (2022)                                      | 1 (2018)                          | –             | 2     |
| Europeo Sub-19 | 7 (2004, 2017, 2018, 2022, 2023, 2024 y 2025) | 5 (2000, 2012, 2014, 2015 y 2016) | –             | 12    |

Sub-17
| Competición    |                                   |                                         |                 |       |
| Competición    | Campeona                          | Subcampeona                             | Tercer puesto   | Total |
| -------------- | --------------------------------- | --------------------------------------- | --------------- | ----- |
| Mundial Sub-17 | 2 (2018 y 2022)                   | 2 (2014 y 2024)                         | 2 (2010 y 2016) | 6     |
| Europeo Sub-17 | 5 (2010, 2011, 2015, 2018 y 2024) | 6 (2009, 2014, 2016, 2017, 2022 y 2023) | 1 (2013)        | 12    |

## Distinciones
| Distinción                                                       | Año       |
| ---------------------------------------------------------------- | --------- |
| Real Orden del Mérito Deportivo – «Placa de Oro»                 | 2023      |
| Galardón                                                         | Año       |
| Premio Nacional del Deporte – «Mejor Selección Española del Año» | 2014 2018 |
| Premio                                                           | Año       |
| Premio Laureus – «Mejor Equipo Internacional»                    | 2024      |

## Filmografía
- Videoteca RTVE (20/08/2023), «Colección Primera Estrella: España en la Copa Mundial de 2023» en rtve.es
- Documental RTVE (28/02/2024), «Campeonas: el camino hacia el Mundial» en rtve.es
- Docu-reportaje RTVE (24/04/2024), «Selección F: de clandestinas a campeonas» en rtve.es[118]